# Ў
Slovo Ў, ў (naziv "У kratki") 22. je slovo bjeloruske abecede. Također se koristi u dunganskome i sibirskome jupik jeziku. Koristio se i u uzbečkome jeziku do 1992. godine, kada je usvojena latinica.
Slovo Ў dolazi iz slova ѵ̆, koje se zove ižica i koristilo se u ukrajinskim knjigama s kraja 16. do početka 17. stoljeća. Ovaj je znak kasnije izmijenjen i uveden u rumunjsku ćirilicu, gdje je 1837. bio preuzet iz zbirke ukrajinske poezije, već u gotovo sadašnjem obliku. 
U Bjelorusiji je ovo slovo ušlo u upotrebu 1890. godine. U bjeloruskoj latinici, slovo je koje odgovara slovu u. U bjeloruskom gradu Polocku podignut je spomenik ovome slovu 2003. godine.